# Homaloptera yunnanensis
Homaloptera yunnanensis är en fiskart som först beskrevs av Chen, 1978.  Homaloptera yunnanensis ingår i släktet Homaloptera och familjen grönlingsfiskar. IUCN kategoriserar arten globalt som livskraftig. Inga underarter finns listade i Catalogue of Life.